# Anuar Tuhami
Anuar Mohamed Tuhami, znany jako „Anuar” (ur. 15 stycznia 1995 w Ceucie) – marokański piłkarz hiszpańskiego pochodzenia, grający na pozycji środkowego pomocnika. 